# Stardust Galaxies
Stardust Galaxies é o terceiro álbum gravado em estúdio pela banda sul-africana The Parlotones. O álbum vendeu 20.000 cópias na primeira semana após seu lançamento, ganhando o certificado de disco de ouro. Seu lançamento foi realizado no dia 30 de outubro de 2009, durante a Turnê Mundial de 2009 dos The Parlotones (The Parlotones 2009 World Tour). O álbum foi indicado a três categorias no South African Music Awards vencendo em duas: A de melhor álbum em inglês e o de melhor clipe, com a música "Push me to the floor".